# Lennart Olausson
Lennart Allan Olausson, född 29 september 1944 i Stockholm, är en svensk målare och grafiker. Han målar fotorealistiska interiörer och landskap.

## Biografi
Olausson utbildades på Konstfack 1961–1965 och Kungliga Konsthögskolan 1966–1971. Han är representerad på Nationalmuseum, Moderna museet , Statens konstråd, flera statliga och landsting/kommunala samlingar, Sveriges allmänna konstförening, Riksskatteverket, Arbetsmarknadsstyrelsen, flera offentliga byggnader, sjukhus och företag. 
Han har gjort offentliga utsmyckningar vid Danderyds Sjukhus 1982, Serafens Vårdcentral 1983-84, tunnelbanestationen Mariatorget 1984 och Nacka Sjukhus 1985. 
Lennart Olausson bor i Solna och har också sin ateljé där. Han har varit gift med Katarina Olausson Säll.

## Utställningar
- 1966 Sveriges allmänna konstförening på Konstakademin
- 1968 Galleri Dr Glas, Stockholm
- 1969 Hos Petra, Stockholm
- 1969 Galleri Belle, Västerås
- 1971 Eskilstuna konsthall
- 1973 Bollnäs Konstcentrum
- 1975 Galleri AE, Göteborg
- Galleri Svenska Bilder, Stockholm
- Galleri Händer, Stockholm
- 1985 Galleri Händer, Malmö
- 1986 Stockholms fria Konstmässa
- 1988 Strängnäs museum
- 1990 Landskrona konsthall
- 1995 Gripsholms Slott
- 1997 Södertälje konsthall
- 1999 Olle Olsson Huset

### Fotnoter
1. ↑  Nationalmuseum
2. ↑  Moderna museet